# Lumbrineris patagonica
Lumbrineris patagonica är en ringmaskart som beskrevs av Hartmann-Schröder 1962. Lumbrineris patagonica ingår i släktet Lumbrineris och familjen Lumbrineridae. Inga underarter finns listade i Catalogue of Life.